# Dombeya floribunda
Dombeya floribunda är en malvaväxtart som beskrevs av John Gilbert Baker. Dombeya floribunda ingår i släktet Dombeya och familjen malvaväxter. Inga underarter finns listade i Catalogue of Life.